# Galindo I Aznárez
Galindo I Aznárez (fallecido en 867) fue hijo de Aznar I Galíndez —que había sido conde de Aragón desde 809 hasta 820— y conde a su vez en 844 a la muerte de Galindo Garcés.

## Biografía
Galindo I Aznárez recibió los dos condados de su padre (Urgel y Cerdaña) y, en algún momento anterior a 833, fue designado gobernante en Pallars y Ribagorza hasta que fue expulsado en 844. Tras un período de gobierno en Pamplona, volvió a Aragón en 844 para asumir la herencia de Galindo Garcés, que había muerto sin descendencia. 
El conde Galindo figura en el cartulario del monasterio de San Pedro de Siresa haciendo varias donaciones: una en 864 cuando entregó al monasterio las propiedades que tenía entre Javierregay y Siresa; y otra en 867, cuando donó todo lo que tenía desde Javierregay hasta Aguastuertas así como las villas sitas entre Oledola y el monasterio, señalando los límites del valle de Echo.
Al final de su gobierno fundó en Borau el monasterio de San Adrián de Sasabe, del cual se dice que llegó a custodiar el Santo Grial.
Galindo I fue padre de Aznar II Galíndez, su sucesor.